# Haali Media Splitter
Haali Media Splitter és un filtre DirectShow que permet reproduir diversos formats contenidors en informàtica.
El Haali Media Splitter va ser creat per Mike "Haali" Matsnev. Va ser inicialment creat per al format Matroska, però després fou estès i millorat per a suportar altres formats. Suporta quasi tots els elements de Matroska i és considerat un bon filtre per a reproduir arxius Matroska (*.mkv; *.mka) en qualsevol reproductor basat en DirectShow entre els quals es troba Windows Media Player, The Core Media Player, Media Player Classic i Zoom Player.
Haali Media Splitter és un "separador" d'àudio/vídeo, pel que és necessari tenir els corresponents còdecs instal·lats.
Al suportar Ogg i OGM, aquest es pot usar en conjunt amb ffdshow per a reproduir Ogg Vorbis i Ogg Theora. Al posseir suport de fitxers MP4, Haali Media Spliter pugues reproduir el format QuickTime-HD utilitzant decodificadors H.264/MPEG-4 AVC i AAC com per exemple ffdshow, sense necessitat d'instal·lar QuickTime.
Haali Media Splitter, a més de "separar" (demux) els fluxos d'àudio/vídeo, també inclou un muxer per a Matroska i el paquet també inclou una extensió del shell que permet veure la durada, les dimensions i extraure una previsualització d'un vídeo en l'Explorador de Windows.

## Formats suportats
- Matroska
- AVI
- MP4
- Ogg / OGM
- MPEG-TS